# Panacea ocana
Panacea ocana är en fjärilsart som beskrevs av Hans Fruhstorfer 1912. Panacea ocana ingår i släktet Panacea och familjen praktfjärilar. Inga underarter finns listade i Catalogue of Life.